# Vereniging van Schouwburg- en Concertgebouwdirecties
Die Vereniging van Schouwburgen en Concertgebouwdirecties (kurz VSCD;  deutsch etwa: Vereinigung von Theater- und Konzerthausbetreibern) ist ein Verein in den Niederlanden, der 1955 als Einkaufsgenossenschaft für Theaterbühnen gegründet wurde. Im Laufe der Jahre entwickelte er sich zur wichtigsten Branchenorganisation niederländischer Veranstaltungsstätten.

## Ziele
Der Verein ist eine Interessenvertretung für Betreiber von Veranstaltungshäusern. Große Häuser wie  das Concertgebouw  in  Amsterdam, wie auch kleine Bühnen in der Provinz werden unterschiedslos, aber nach individuellen Bedürfnissen berücksichtigt. Der Verein ist auch eine Lobbyvertretung der darstellenden Kunst gegenüber der Politik. Er setzt sich für eine faire Verteilung staatlicher und kommunaler Subventionen ein, welche einerseits zu einem gerechten Maße an Ensembles und einzelne Künstler gehen, aber eben auch an Theaterbesitzer verteilt werden sollen, um sie bei der kostendeckenden Finanzierung ihrer Häuser zu unterstützen.

## Preisvergaben
Zur Förderung der öffentlichen Wahrnehmung darstellender Künste vergibt die Vereinigung in jedem Jahr folgende, zum Teil sehr bedeutende, Preise.
- Bühnenwerk
  - vier Schauspielerpreise: Louis d’Or, Theo d’Or, Arlecchino und den Colombina
  - ein Preis für Szenografie und Darstellende, bestehend aus Theatergesellschaft, Regisseur und Produzent: den Prosceniumprijs

- Pantomime
  - ein Preis für die Produktion und deren Macher: VSCD-Mimeprijs
- Tanz
  - ein Preis in Form eines Schwans (Zwaan) für die beeindruckendste Bühnenpräsentation
  - ein Preis in gleicher Form für die beeindruckendste Produktion
  - jeweils ein Jonge Zwaan für die beeindruckendste Produktion sowie Bühnenpräsentation junger Tänzer/Ensembles
  - ein Preis für das Gesamtwerk, namentlich: De Gouden Zwaan (der Goldene Schwan)
- Jugendtheater
  - Den Gouden Krekel (die Goldene Grille), jeweils vergeben für die beeindruckendste Produktion und die beeindruckendste Bühnenpräsentation:
  - den Preis für die beeindruckendste Produktion mit gleichem Namen
- Kabarett
  - ein Preis für Theatermacher des beeindruckendsten Programm der Spielzeit: den Poelifinario
  - ein Preis für Theatermacher mit den größten Zukunftsaussichten: Neerlands Hoop
- Klassische Musik
  - den Ovatie für die beeindruckendste Einzelleistung der vergangenen Saison
  - den Ovatie für die eindrucksvollste Darbietung eines (kleinen) Ensembles
  - den Ovatie für die beeindruckendste Darbietung eines großen Ensembles oder Orchesters
  - den Ovatie für ein neues Talent
- Allgemein
  - den VSCD Oeuvreprijs für das Gesamtwerk eines Künstlers (keine jährliche Ausreichung)
  - den Regieprijs